# That's What Friends Are For
"That's What Friends Are For" är en låt skriven av Burt Bacharach och Carole Bayer Sager. Den spelades först in av Rod Stewart 1982 för soundtracket till filmen Årets man, men är mer känd i coverversionen från 1985 av Dionne Warwick, Elton John, Gladys Knight och Stevie Wonder. Denna inspelning, gjord under namnet "Dionne & Friends", släpptes som en välgörenhetssingel för American Foundation for AIDS Research. Låten blev en stor hit, spelade in tre miljoner dollar och låg på första plats på Billboard Hot 100 under fyra veckor. Låten vann även Grammys för Best Pop Performance by a Duo or Group with Vocals och Song of the Year.

## Medverkande
- Rod Stewart – sång
- Jim Cregan – gitarr, körsång
- Jimmy "Z" Zavala – saxofon
- Kevin Savigar – keyboards
- Jay Davis – bas
- Tony Brock – trummor, körsång

## Coverversionen av Dionne & Friends
Ett samarbete mellan Dionne Warwick, Gladys Knight, Elton John och Stevie Wonder, lett av Warwick, släpptes som en välgörenhetssingel 1985 i Storbritannien och USA. Låten spelades in i tonarten E♭ dur. Låten spelades in till förmån för American Foundation for AIDS Research, och spelade in över 3 miljoner dollar. Warwick som tidigare samlat in pengar för blodsjukdomar, som sicklecellanemi, ville hjälpa till att motverka den då växande AIDS epidemin då hon sett vänner dö plågsamt på grund av sjukdomen.
Elton John spelade piano och Stevie Wonder spelade munspel. De båda hade tidigare samarbetat på Johns låt I Guess That's Why They Call It the Blues från 1983.
Låten låg på första plats på adult contemporarylistan i två veckor, första plats på soullistan i tre veckor, och första plats på Billboard Hot 100 i fyra veckor, alla i januari 1986, och blev Billboards toppsingel under 1986. I USA certifierades låten med guldcertifikat den 15 januari 1986 av RIAA. Den kom att bli den sista låt som placerade sig på första plats för alla utom Elton John (som senare hade två #1-låtar under 1990-talet). 
Låten toppade även listorna i Kanada och Australien och placerade sig på topp 10 I Irland, Italien, Nya Zeeland, Norge, Sydafrika och Sverige. På den brittiska singellistan debuterade låten på plats 49 och klättrade tre veckor senare upp till 16:e plats, vilket blev dess topplacering.
Versionen av Dionne & Friends vann även Grammy Awards för Best Pop Performance by a Duo or Group with Vocals till gruppens medlemmar, och Song of the Year till dess låtskrivare, Bacharach och Bayer Sager. Låten kom på plats 78 över Billboard's Greatest Songs of all time.
Dionne Warwick, Elton John, Gladys Knight och Stevie Wonder framförde låten tillsammans för första gången på 23 år vid 25th Anniversary AmfAR Gala i New York City den 10 februari 2011.

### Medverkande
- Dionne Warwick – sång
- Elton John – sång
- Gladys Knight – sång
- Stevie Wonder – sång, munspel

### Listplaceringar

#### Veckotopplista
| Lista (1985–1986)                     | Högsta placering |
| ------------------------------------- | ---------------- |
| Australien (Kent Music Report)        | 1                |
| Belgien (Ultratop 50 Flanders)        | 10               |
| Canada Top Singles (RPM)              | 1                |
| Canada Adult Contemporary (RPM)       | 1                |
| Tyskland (GfK Entertainment Charts)   | 36               |
| Irland (IRMA)                         | 7                |
| Italien (Hit Parade Italia)           | 10               |
| Nederländerna (Nederlandse Top 40)    | 11               |
| Nederländerna (Single Top 100)        | 13               |
| Nya Zeeland (Recorded Music NZ)       | 3                |
| Norge (VG-lista)                      | 6                |
| Sydafrika (Springbok Radio)           | 2                |
| Sverige (Sverigetopplistan)           | 7                |
| Schweiz (Schweizer Hitparade)         | 11               |
| Storbritannien (UK Singles Charts)    | 16               |
| USA (Billboard Hot 100)               | 1                |
| USA Adult Contemporary (Billboard)    | 1                |
| USA Hot R&B/Hip-Hop Songs (Billboard) | 1                |

#### Årstopplistor
| Lista (1986)                    | Placering |
| ------------------------------- | --------- |
| Canada Top Singles (RPM)        | 10        |
| Italien (Hit Parade Italia)     | 49        |
| Nya Zeeland (Recorded Music NZ) | 28        |
| Sydafrika (Springbok Radio)     | 17        |
| USA (Billboard Hot 100)         | 1         |

#### Evig topplista
| Lista                   | Placering |
| ----------------------- | --------- |
| USA (Billboard Hot 100) | 78        |

### Certifieringar
| Region     | Certifiering | Antal sålda exemplar |
| ---------- | ------------ | -------------------- |
| USA (RIAA) | Guld         | 1 000 000            |